# Pavel Ploc
Pavel Ploc (Jilemnice, Checoslovaquia, 15 de junio de 1964) es un político y deportista checo que compitió por Checoslovaquia en salto en esquí.
Participó en dos Juegos Olímpicos de Invierno, obteniendo dos medallas, bronce en Sarajevo 1984, en el trampolín grande individual, y plata en Calgary 1988, en el trampolín normal individual.
Ganó tres medallas en el Campeonato Mundial de Esquí Nórdico, en los años 1984 y 1989.
Se retiró de la competición en 1991. Trabajó hasta 2002 como entrenador del equipo juvenil checo de salto en esquí. Posteriormente, se dedicó a la política. En 2006 fue elegido diputado en el Parlamento de la República Checa por el partido Socialdemocracia (ČSSD), puesto que mantuvo tras las elecciones de 2010.

## Palmarés internacional
| Juegos Olímpicos   | Juegos Olímpicos      | Juegos Olímpicos  | Juegos Olímpicos |
| Año                | Lugar                 | Medalla           | Prueba           |
| ------------------ | --------------------- | ----------------- | ---------------- |
| 1984               | Sarajevo (Yugoslavia) | Medalla de bronce | TG individual    |
| 1988               | Calgary (Canadá)      | Medalla de plata  | TN individual    |
| Campeonato Mundial |                       |                   |                  |
| Año                | Lugar                 | Medalla           | Prueba           |
| 1984               | Sarajevo (Yugoslavia) | Medalla de bronce | TG individual    |
| 1984               | Engelberg (Suiza)     | Medalla de bronce | TG por equipo    |
| 1989               | Lahti (Finlandia)     | Medalla de bronce | TG por equipo    |